# Louvagny
Louvagny település Franciaországban, Calvados megyében. Lakosainak száma 59 fő (2022. január 1.). Louvagny Barou-en-Auge, Courcy, Jort, Morteaux-Coulibœuf, Vicques és Saint-Pierre-en-Auge községekkel határos.

## Népesség
A település népességének változása:
| Lakosok száma | 75   | 53   | 62   | 70   | 65   | 62   | 60   | 61   | 60   | 59   |
|               | 1968 | 1982 | 1990 | 2006 | 2013 | 2015 | 2017 | 2019 | 2020 | 2022 |